# RecordMyDesktop
RecordMyDesktop — бесплатная утилита с открытым исходным кодом для записи скринкастов. Используется для записи действий пользователя. Результат сохраняется в формате Ogv. Существует графическая надстройка gtk-recordMyDesktop и qt-recordMyDesktop.